# Пучоаса-Сат (Дамбовица)
Пучоаса-Сат (рум. Pucioasa-Sat) насеље је у Румунији у округу Дамбовица у општини Пучоаса. Oпштина се налази на надморској висини од 384 m.

## Становништво
Према подацима из 2002. године у насељу је живело 458 становника, од којих су сви румунске националности.